# Lope de Vega (Samar do Norte)
Lope de Vega é um município de  quarta classe de renda municipal (d) na província Samar do Norte, nas Filipinas. De acordo com o censo de 1 de maio  de  2020 possui uma população de 14 690 pessoas e 3 110 domicílios.